# Kanton Ars-en-Ré
Kanton Ars-en-Ré (fr. Canton d'Ars-en-Ré) je francouzský kanton v departementu Charente-Maritime v regionu Poitou-Charentes. Skládá se z pěti obcí.

## Obce kantonu
- Ars-en-Ré
- La Couarde-sur-Mer
- Loix
- Les Portes-en-Ré
- Saint-Clément-des-Baleines